# Bloodlands, Europe Between Hitler and Stalin
Bloodlands: Europe Between Hitler and Stalin (tiếng Việt: Những vùng đất đẫm máu, Âu Châu giữa Hitler và Stalin) là một cuốn sách viết bởi sử gia Yale Timothy D. Snyder, ấn bản lần đầu tiên bởi Basic Books vào ngày 28 tháng 10 năm 2010. Cuốn sách xem xét những liên hệ chính trị, văn hóa và ý thức hệ của một vùng đặc biệt, nơi mà các chế độ Liên Xô của Joseph Stalin và Đức Quốc xã của Adolf Hitler đã thi hành giết người tập thể ước lượng khoảng 14 triệu dân sự không tham gia chiến đấu giữa năm 1933 và 1945, đa số bên ngoài những trại chết người của Holocaust. Luận đề của Snyder là 'bloodlands' (vùng đất đẫm máu), một vùng mà bao gồm những nước ngày nay Ba Lan, Ukraina, Belarus, Nga and the Các nước Baltic, là nơi các chế độ của Stalin và Hitler, mặc dù có những tranh chấp về mục tiêu, cùng nhau gia tăng sự đau khổ và đổ máu tệ hại nhiều lần hơn là những gì đã thấy trong lịch sử phương Tây. Snyder cho thấy sự tương tự giữa 2 chế độ toàn trị, trong khi cũng cho thấy ảnh hưởng qua lại làm gia tăng sự phá hủy và đau khổ cho những người dân sự. Sử dụng nhiều nguồn trực tiếp và gián tiếp mới từ các nước Đông Âu, Making use of many new primary and secondary sources from eastern Europe, Snyder mang lại sự uyên thâm cho nhiều phần của lịch sử mà bị quên lãng, hiểu lầm, hay nhận định sai, đặc biệt cho thấy đa số nạn nhân chết ngoài các trại tập trung của các chế độ đó. Tương phản với một cái nhìn được công nhận chung, Snyder ước đoán là Đức Quốc xã chịu trách nhiệm cho khoảng gấp đôi số lượng những người dân sự bị giết chết so sánh với chế độ Stalin.
Cuốn sách đã nhận được nhiều phê bình khen ngợi và được gọi là đã xét lại lịch sử một cách thành công nhất. Cuốn sách cũng được trao nhiều giải thưởng, bao gồm cả giải Hannah Arendt 2013 về tư tưởng chính trị.

## Tóm tắt
Những vùng Đông Âu mà Snyder gọi là "những vùng đẫm máu" là nơi mà Hitler với quan niệm chính trị một giống dân ưu việt và Lebensraum (chính sách bành trướng thêm đất và nguyên liệu), đưa tới việc hành quyết người gốc Do thái một cách có hệ thống và những tội ác khác của Đức Quốc xã, đụng đầu với quan niệm chính trị Cộng sản của Stalin, có lúc tranh chấp, có lúc hợp tác, đưa tới việc cố ý bỏ đói cho đến chết, tù đầy, hành quyết những đàn ông, đàn bà và trẻ em vô tội tại trại lao động Gulag và những nơi khác. Những nỗ lực của 2 chế độ này cộng lại đưa đến cái chết 14 triệu người không tham gia chiến đấu ở "những vùng đẫm máu" Đông Âu; Snyder dẫn chứng bằng tài liệu là Đức Quốc xã phải chịu trách nhiệm cho 2/3 tổng số người chết. 5,4 triệu chết ở những nơi mà ai cũng biết, Holocaust – nhưng nhiều người khác chết trong những trường hợp mà vẫn còn mờ ảo.
Cuốn sách đối chất với một cái nhìn đơn giản vào giữa thế kỷ 20 và của lịch sử thế chiến thứ Hai mà đã cho là: "Người Quốc xã là kẻ xấu, người Liên Xô là người tốt". Hơn nữa, Snyder đạp đổ cái cách phân tích mỗi chế độ hoạt động một mình và không bị ảnh hưởng từ bên ngoài. Thí dụ, Snyder cho thấy là sự ủng hộ ban đầu của Liên Xô cho cuộc "Khởi nghĩa Warszawa" chống lại sự chiếm đóng của Đức Quốc xã được tiếp nối bởi sự thiếu thiện chí để giúp đỡ cuộc nổi dậy; Liên Xô muốn Đức Quốc xã quét sạch thành phố để họ có thể chiếm đóng dễ dàng hơn. Snyder nêu ra chuyện này là một thí dụ của các tác động qua lại dẫn tới nhiều người chết hơn là trường hợp mỗi chính phủ chỉ hoạt động riêng lẻ, độc lập.
Snyder xem xét lại nhiều điểm trong những năm trong cuộc chiến và hậu chiến: Hợp tác Quốc xã–Sô Viết vào năm 1939; Việc cứu sống người Do thái bởi người Ba Lan trong thời kỳ Holocaust; Sô Viết hành quyết những người trong chính quyền mật, những người kháng chiến Ba Lan, và ngay cả binh lính của mình bị Quốc xã bắt làm tù nhân sau chiến tranh vì cho là phản quốc. Snyder nói tới những nhận thức sai lầm; thí dụ, ông ta đưa tài liệu về việc nhiều người Do thái bị hành quyết tập thể tại các làng mạc hay ở đồng quê, bên cạnh số người chết ở các tại tập trung. như Anne Applebaum đã bình luận, "Đa số các nạn nhân của Hitler, người Do thái và những người khác, không bao giờ thấy một trại tập trung". Tương tự, tất cả những nạn nhân của Sô Viết kể trên bị giết ngoài những trại tập trung Gulag; trong các trại, khoảng 1 triệu người đã bị giết chết. Nhiều tù nhân chiến tranh của Liên Xô chết trong các trại của Quốc xã trong mùa thu 1941 hơn là tổng số các tù nhân chiến tranh của phe Đồng minh trong cả cuộc chiến. Trên 3 triệu tù nhân chiến tranh của Liên Xô đã chết trong trại tù Quốc xã. Số phận của các tù nhân chiến tranh người Đức ở Liên Xô thì khá hơn một chút; khoảng hơn nửa triệu người đã chết trong những điều kiện thậm tệ ở trại tập trung Sô Viết.
Snyder tập trung vào 3 giai đoạn, được tóm tắt bởi Richard Rhodes như sau: 
" Việc cố ý bỏ cho chết đói và hành quyết ở Liên Xô trong thời kỳ từ 1933 tới 1938; những vụ giết người tập thể tại nước Ba Lan bị chiếm đóng bởi những kẻ sát nhân Liên Xô và Đức từ 1939 tới 1941;  Việc cố ý bỏ cho chết đói 3,1 triệu tù nhân chiến tranh Liên Xô, và việc hành quyết tập thể và giết chết bằng hơi độc 5 triệu người Do thái bởi người Đức từ 1941 tới 1945".
Chương mà nói về Holodomor (Nạn đói ở Ukraina dưới thời Stalin) được viết rất chi tiết. Ông ta kể cặn kẽ là trong một nhà mồ côi không chính thức ở một làng ở vùng Kharkiv, trẻ em đói đến nỗi chúng phải ăn thịt lẫn nhau. Một đứa trẻ ăn cả bộ phận của chính mình, trong khi chính nó đang bị ăn thịt. 3, 3 triệu người đã chết trong nạn đói đó ở Ukrainia năm 1933. Với chương trình bỏ đói của mình, Hitler đã làm cho 4,2 triệu người ở Liên Xô (bao gồm 3,1 triệu tù nhân chiến tranh), phần lớn là người Nga, người Belarus và người Ukraina.
Cuốn sách chỉ ra những tương tự của 2 chế độ:
| “ | Hitler và Stalin cùng theo đuổi một chính sách bạo chúa: họ mang lại những tai họa, đổ lỗi cho kẻ thù theo lựa chọn của họ, và dùng cái chết của hàng triệu người để cho thấy là các chính sách của họ là cần thiết. Cả hai đều có những ý thức hệ cải tổ không tưởng, đổ lỗi cho một nhóm người khi ý tưởng đó không thể thực hiện được, và rồi một chính sách giết người tập thể được tuyên bố như là một thế phẩm cho một cuộc chiến thắng. | ” |

Snyder cũng mô tả tại sao 2 chế độ lại hợp tác và giúp đỡ lẫn nhau, ít nhất là cho tới 1941 khi Đức xâm lăng Liên Xô (thí dụ những hội nghị Gestapo–NKVD). Họ hợp tác để hủy diệt người Ba Lan (xem Tội ác Đức Quốc xã chống lại người Ba Lan, Holocaust ở Ba Lan và Những đàn áp công dân Ba Lan của Liên Xô (1939–1946)) và người Do thái; cả hai chế độ, Đức Quốc xã và Liên Xô giết khoảng 200.000 công dân Ba Lan trong giai đoạn 1939–1941.."
| “ | Chế độ Quốc xã và Liên Xô thỉnh thoảng là đồng minh, khi cùng chiếm đóng Ba Lan [1939–1941]. Họ thỉnh thoảng có mục tiêu tương tự để đối phó với kẻ thù: Khi Stalin không giúp đỡ những người nổi dậy ở Warszawa vào năm 1944 trong cuộc Khởi nghĩa Warszawa, như vậy cho phép người Đức giết chết những người mà sau này sẽ chống cự lại sự cai trị của Cộng sản.... Thường thì người Đức và người Liên Xô khiêu khích lẫn nhau làm leo thang chiến tranh gây ra nhiều người chết hơn là các chính sách mà mỗi nước sẽ tự làm một mình. | ” |

Snyder nhận định, sau khi đồng minh phương Tây đã liên kết với Stalin chống lại Hitler, khi chiến tranh chấm dứt, họ không còn ý chí để đánh nhau với chế độ toàn trị thứ hai. Bởi vì người lính Hoa Kỳ và Anh Quốc không bao giờ tiến vào Đông Âu, những thảm kịch của những vùng này không được dân chúng họ biết tới (xem Sự phản bội của phương Tây).

### Con số nạn nhân
Timothy Snyder đưa ra con số người chết ở những vùng đẫm máu này là 14 triệu nạn nhân của cả Stalin và Hitler; hầu hết là những người không chiến đấu, bao gồm những dân sự địa phương và dân sự Do thái  chuyên chở đến các trại tập trung ở Ba Lan; Những người lính bao gồm những người đã bị tước súng tại các quốc gia bị chiếm đóng và các tù nhân chiến tranh. Snyder chỉ ra, "tôi không đếm những người quân nhân chết ở chiến trường". Ông ta nói đây " không phải là một  tính toán hoàn toàn tất cả cái chết mà quyền lực Liên Xô và Đức đã mang lại cho vùng này". Snyder nhận diện những nạn nhân này bị giết là kết quả của " những chính sách cố tình giết người tập thể" bởi các chính phủ, như hành quyết, cố ý bỏ đói đến chết và ở các trại tiêu diệt. Snyder nói rằng ông ta "nói chung không kể đến" những cái chết do kiệt sức, bệnh tật, hay thiếu ăn tại các trại tập trung, đi đày, lao động cưỡng ép, di tản; những người mà chết vì đói, kết quả của sự thiếu hụt vào thời chiến và dân sự chết vì bị thả bom hay các hành động khác của chiến tranh. Địa lý khu vực của những vùng đẫm máu được giới hạn bởi khu vực mà Đức Quốc xã chiếm đóng như Ba Lan, Ukraina, Belarus, các nước Baltic và các vùng miền Tây nước Nga. Nhắc tới các con số, Snyder cho biết, "một lần nữa, những tính toán của tôi những ước lượng dè dặt."
Con số 14 triệu nạn nhân do Snyder đưa ra là bao gồm:
- 3,3 triệu nạn nhân của Những nạn đói ở Liên Xô- Snyder dùng từ, "những nạn đói ở Liên Xô" trong số đó "đa số là người Ukraina"; ông ta không dùng từ Holodomor. Theo Snyder, Stalin muốn dùng nạn đói để giết chết những người Ukraina và dân thiểu số Ba Lan mà đã chống lại Sự tập thể hóa ở Liên Xô.
- 300.000 nạn nhân trong cuộc khủng bố quốc gia ở Liên Xô trong 2 năm 1937-1938- Snyder dùng từ "khủng bố quốc gia", để chỉ "đa số là người Ba Lan ở Liên Xô và người Ukraina", bị giết vì nguồn gốc dân tộc thiểu số của họ (con số này không bao gồm thêm con số khoảng 400.000 người chết trong cuộc Đại thanh trừng ở những vùng bên ngoài Bloodlands). Theo Snyder, Stalin đã xem những dân thiểu số Ba Lan ở miền Tây Liên Xô có thể là tay sai của Đệ Nhị Cộng hòa Ba Lan; những người nông dân (kulak) Ukraina mà sống sót từ nạn đói 1933 có thể xem là thù địch với chế độ Liên Xô trong một cuộc xung đột tương lai.
- 200,000 người Ba Lan bị giết giữa 1939 và 1941 ở nước Ba Lan bị chiếm đóng, với mỗi chế độ chịu trách nhiệm cho khoảng phân nửa số người bị giết chết. Những người chết bao gồm người thường dân và tù nhân chiến tranh bị giết trong Thảm sát Katyn[12] Đa số nạn nhân là giới trí thức và giới chính trị ưu tú của Ba Lan. Theo Snyder, cả Stalin lẫn Hitler nỗ lực để loại trừ giới lãnh đạo của quốc gia Ba Lan.
- 4,2 triệu nạn nhân của chương trình bỏ đói cho chết của Đức ở Liên Xô, "phần lớn là người Nga, Belarus và Ukraina," bao gồm 3,1 triệu tù nhân chiến tranh Liên Xô và 1 triệu người thường dân chết trong cuộc Vây hãm Leningrad. Snyder không kể tới những cái chết vì nạn đói bên ngoài Liên Xô.[13] Theo Snyder, Hitler dự định giết chết tới 45 triệu người Ba Lan, Ukraina, Belarus và Séc bằng những nạn đói được hoạch định như là một phần của tổng kế hoạch phía Đông.[14]
- 5,4 triệu nạn nhân Do thái ở Holocaust (không kể tới thêm 300.000 cái chết bên ngoài Bloodlands).
- 700.000 thường dân, "đa số người Belarus và Ba Lan," bị bắn chết bởi người Đức "để trả thù" trong cuộc chiếm đóng Belarus bởi Đức Quốc xã và cuộc khởi nghĩa Warszawa năm 1944.[15]

Một bài phê bình về cuốn sách trên tờ Ottawa Citizen tóm tắt con số nạn nhân:
Bloodlands "là một câu chuyện làm ớn lạnh nhưng cung cấp những tài liệu đáng biết đến, làm thế nào mà 14 triệu đàn ông, đàn bà và trẻ em không có vũ khí bị thảm sát. Con số người chết bao gồm 2 nhóm nạn nhân quen thuộc, 5,7 người Do thái ở Holocaust và 3,3 triệu người Ukraina trong nạn đói 1932-1933 được sắp đặt bởi nhà độc tài Liên Xô Josef Stalin, cùng với những nạn nhân ít được biết tới bao gồm 3 triệu tù nhân chiến tranh Sô Viết mà đã cố ý  bị bỏ đói cho chết".

## Cảm nhận
Cuốn sách đã nhận được nhiều phê bình tán thành của những báo chí như BBC History The Seattle Times, and the New York Observer và đã được mô tả như " một nghiên cứu về lịch sử không thể chê được về những vụ giết người tập thể ở Đông Âu vào giữa thế kỷ 20" bởi Robert Gerwarth trong tờ Irish Times.
Giáo sư Neal Pease đã viết: " Nhiều cuốn sách thì có hữu ích; một số có thể được cho là quan trọng; Bloodlands đã làm thay đổi sự suy nghĩ của chúng ta về lịch sử của thế kỷ 20, về cái giá, qua số lượng con người, đã phải trả cho những mơ tưởng toàn trị"."
Anne Applebaum viết cho The New York Review of Books,
"Sự đóng góp độc đáo của Snyder là việc xem xét những vấn đề — Nạn đói Ukraina, Holocaust, những cuộc hành quyết tập thể của Stalin, việc bỏ đói đến chết có kế hoạch những tù nhân chiến tranh Liên Xô, thanh trừng sắc tộc thời hậu chiến — nhiều mặt khác nhau của cùng một hiện tượng. Thay vì nghiên cứu tội ác Quốc xã hay Liên Xô riêng biệt, như những người khác đã từng làm, ông ta đã khảo sát chúng cùng một lúc. Tuy nhiên, Snyder không thực sự so sánh 2 hệ thống. Ý định của ông là muốn cho thấy 2 hệ thống đã thực hiện cùng loại tội ác, cùng một thời điểm và cùng ở một nơi, họ đã giúp đỡ và xúi dục lẫn nhau, và hơn nữa những tác động qua lại."
Neal Ascherson viết cho The Guardian:
"Trong cuốn sách này, ông ta dường như đã tự giao cho mình 3 công việc. Việc đầu tiên là tổng kết vô số những nghiên cứu mới, một số do chính ông ta làm, về những hành quyết của Liên Xô và Quốc xã, và cung cấp có thể là con số cuối cùng. (từ khi thể chế Cộng sản sụp đổ, những văn khố đã mở rộng cửa, và các nhân chứng Ba Lan, Ukraina, nhất là Belarus – đã tiếp tục lên tiếng.) Nhưng công việc thứ hai của Snyder là giới hạn cái phạm vi, chủ đề và địa điểm.  Ông ta không viết về số mạng của quân lính và nạn nhân các cuộc thả bom trong thế chiến thứ Hai, và ông ta cũng không tự hạn chế mình trong đề tài Holocaust. Đề tài của ông là việc cố ý giết người tập thể, do thái hay không do thái, trong một vùng đặc biệt của Âu Châu trong một khoảng thời gian đặc biệt."
Vài sử gia đã chỉ trích cuốn sách về những gợi ý là những cuộc giết người tập thể ở Liên Xô và Holocaust của Quốc xã là tương đương với nhau về đạo đức. Giáo sư Cambridge Richard Evans đã viết "một bài phê bình sắc bén" về cuốn sách, bình luận, "Đối với tôi dường như ông ta chỉ đơn giản cho nạn diệt chủng của Quốc xã là ngang hàng với những vụ giết người tập thể xảy ra ở Liên Xô dưới thời Stalin [...] Không có gì sai lầm khi muốn so sánh. Chỉ có sự cân bằng làm cho tôi rất là khó chịu." Charles Coutinho cho là một số phản ứng của Evans là do bài phê bình khó tính trong năm trước trong The New York Review of Books về cuốn sách của Evans The Third Reich at War. Điểm này đã được Evan thừa nhận.
Dovid Katz, một sử gia của Lithuanian Jewry, bình luận "Snyder ve vãn một cách sai lầm với sự tương đương về đạo đức giữa Hitler và Stalin [...] không có biến cố nào ngoài Holocaust có dính líu tới ý muốn giết cả một dân tộc. Có một cái gì khác hẳn đã xảy ra, ngoài tầm chính trị, khi người ta cố giết tất cả các trẻ sơ sinh của một dân tộc." Các nhà sử gia chuyên nghiệp khác cũng phản đối lý luận và phương pháp của Snyder gồm có Thomas Kühne, Omer Bartov, Dan Diner, Christian Ingrao và Dariusz Stola.
Bloodlands được chọn làm sách của năm 2010 bởiThe Atlantic, The Economist, The Financial Times, The Jewish Forward, The Independent, The New Republic, New Statesman, Reason, The Seattle Times, và The Daily Telegraph.

## Giải thưởng
Bloodlands đã đoạt được một số giải như: Giải Cundill công nhận là tuyệt sắc; Le Prix du livre d'Histoire de l'Europe 2013; Giải Moczarski về lịch sử; giải Văn chương, American Academy of Arts and Letters; Leipzig Book Prize for European Understanding; Phi Beta Kappa Society giải thưởng sách Emerson; giải lịch sử Quốc tế Gustav Ranis; Giải sách quốc tế quỹ Prakhina, đáng được vinh danh; giải Jean-Charles Velge; Giải sách Tadeusz Walendowski; Huy chương Lịch sử Wacław Jędrzejewicz; vòng trong giải Duff Cooper; vòng trong giải the Wayne S. Vucinich (ASEEES); vòng trong giải the Austrian Scholarly Book of the Year; vòng trong giải NDR Kultur Sachbuchpreis 2011; đề nghị của ban giám khảo, Bristol Festival of Ideas. Quyển sách cũng được giải Hannah Arendt 2013 về tư tưởng chính trị.